# جيمس جي. أوهارا
جيمس جي. أوهارا (بالإنجليزية: James G. O’Hara)‏ هو محامي وسياسي أمريكي، ولد في 8 نوفمبر 1925 في واشنطن العاصمة في الولايات المتحدة، وتوفي بنفس المكان في 13 مارس 1989 بسبب سرطان الرئة. حزبياً، نشط في الحزب الديمقراطي. وقد انتخب عضو مجلس النواب الأمريكي.